# Oppidum Stradonice
Oppidum Stradonice bylo jedno z nejvýznamnějších keltských oppid na území Čech. Nacházelo se na náhorní plošině vrchu Hradiště v nadmořské výšce 380 m a zaujímalo plochu 90,3 ha. Vrch Hradiště je břidlicový blok situovaný mezi obcemi Nižbor a Stradonice oddělený ze dvou stran ostře zaříznutými údolími Habrového potoka a Berounky. Oppidum bylo přístupné nejsnáze z jihovýchodní strany, kde je návrší oppida odděleno od okolní krajiny jen mělkým a širokým sedlem. Od roku 1965 je chráněno jako kulturní památka.

## Historie
Neopevněné keltské sídliště na vrcholové plošině vzniklo po polovině 2. století př. n. l. a nejstarší opevnění bylo postaveno okolo roku 120 př. n. l. Hradiště zaniklo pravděpodobně v období let 40–25 př. n. l. Přímo v opevněném areálu se nachází ložiska železných rud a v blízkosti oppida byla dostupná ložiska mědi. Potoky v okolí bývaly zlatonosné. V době svého osídlení se oppidum nacházelo mimo soudobé souvislé a husté osídlení. Bývalo součástí linie tvořené Stradonicemi, Závistí, Týncem nad Labem a Českými Lhoticemi, která představovala severní hranici rozšíření oppid v této části střední Evropy.

## Depot mincí
V důsledku hospodářské krize po krachu vídeňské burzy v roce 1873 se pro řadu lidí stalo zdrojem obživy vykopávání starých zvířecích kostí, které se používaly k výrobě kostního uhlí pro cukrovary. Při jejich vykopávání nalezl Liborin Lebr dne 2. srpna 1877 depot dvou set zlatých mincí, duhovek. Poté, co se informace o nálezu rozšířila, začali lidé překopávat plochu celého hradiště, ale podařilo se jim najít pouze několik ojedinělých mincí.

## Popis
Oppidum se nachází na náhorní plošině vrchu Hradiště s nadmořskou výškou 380 metrů. Návrší je ze severu vymezeno údolím Berounky. Na jihu a na západě jej ohraničuje hluboké údolí Habrového potoka. Snazší přístup je možný z jihovýchodu, kde vrch od okolí odděluje široké a mělké sedlo. Plošina je přirozenými terénními útvary rozčleněna na akropoli a předhradí (podhradí). Obě části byly opevněné. Hradba akropole byla dlouhá 2,8 kilometru a celková délka opevnění dosahovala 4,3 kilometru. Ohrazená plocha měří 90,3 hektaru.
Vstup na hradiště umožňovaly čtyři doložené brány. Dvě se nacházely na severu a vedly do předhradí směrem od Nižbora a od Stradonice. Do akropole vedla zdvojená brána od jihovýchodu a druhá od jihozápadu. Jižně od ní terén naznačuje existenci páté brány, ale její případné pozůstatky nebyly archeologicky ověřeny.
V první fázi se většina osídlení soustředila podél plánovitě založených cest mezi jihovýchodní bránou a prostorem akropole. Z hlavní cesty odbočovaly komunikace k jihozápadní bráně a k předhradí. Nejprestižnější zástavba se nacházela v místech zvaných U Křížku, kde stojí novodobý kříž.

## Přístup
Hradiště je přístupné po červeně značené místní turistické trase, která vytváří okruh s několika odbočkami mezi Stradonicemi a Nižborem. Souběžně s ní vede Naučná stezka keltského oppida Stradonice. Je dlouhá asi šest kilometrů, otevřena byla roku 2005 a v květnu 2011 ji tvořily dva úvodní a čtyři informační panely.

## Galerie

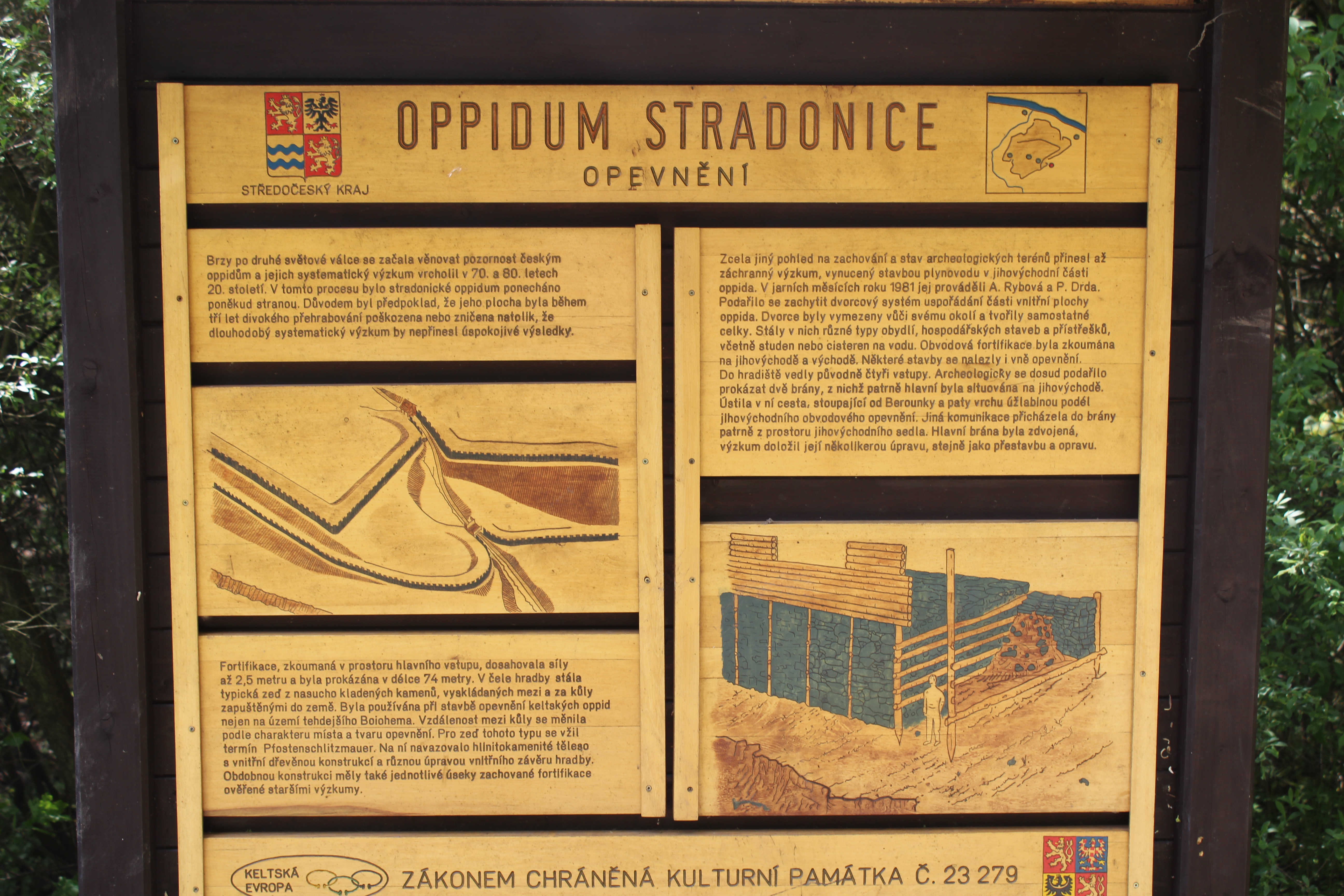
Oppidum Stradonice
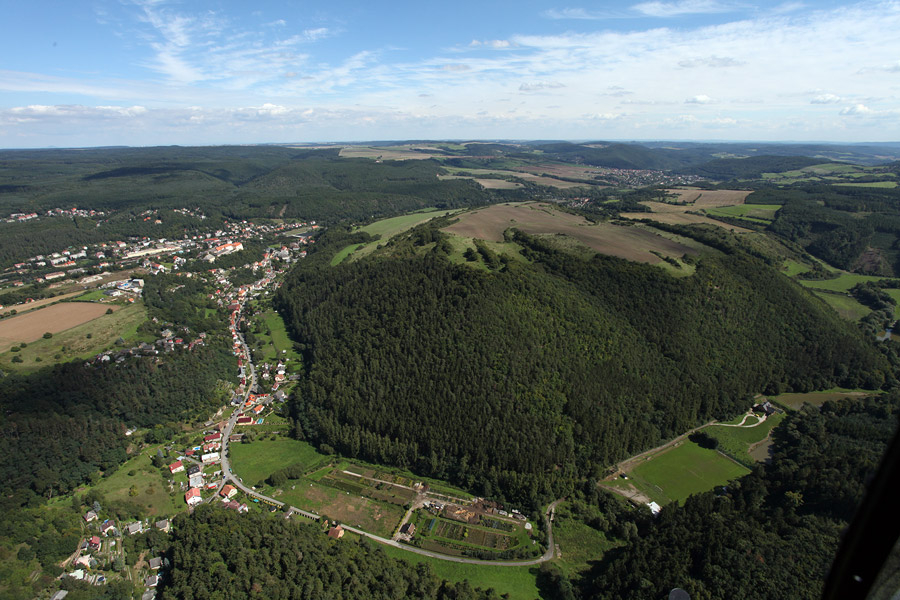
Pohled od jihu, zástavba v údolí patří k obci Nižbor
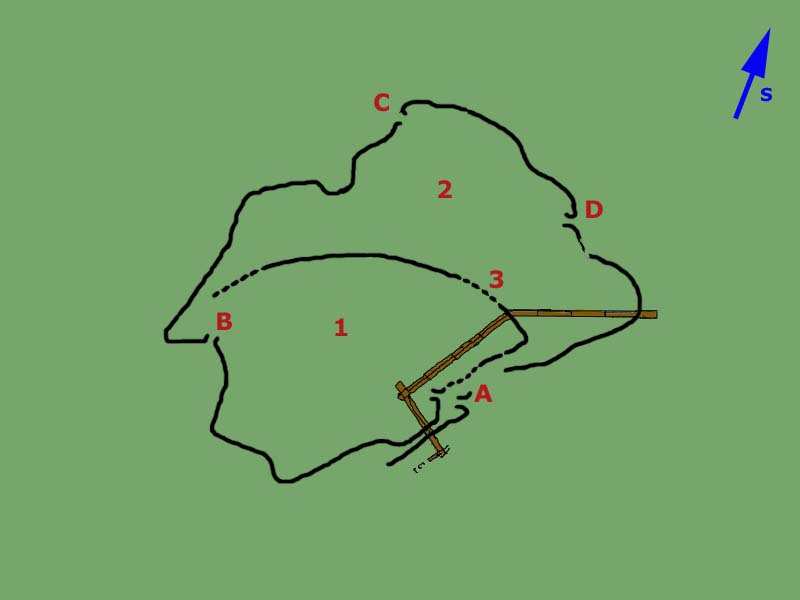
Plán hradiště